# Песочница (растение)
Песо́чница, или Песо́чник (лат. Ammóchloa; от др.-греч. ἄμμος, ammos — песок и дор. χλόα, chloa — злак), — род травянистых растений семейства Злаки (Poaceae), распространённый преимущественно в Средиземноморье.

## Ботаническое описание
Однолетние травянистые растения, 1—4 см высотой. Стебли укороченные. Листья ланцетно-линейные, 1—3 мм шириной; влагалища замкнутые у основания; язычки перепончатые.
Соцветие головчатое, состоящее из немногих колосков, собранных на укороченном стебле, между влагалищами прикорневых листьев. Колоски сжатые с боков, многоцветковые, обоеполые. Колосковых чешуй 2, короче самого колоска, по килю крылатые. Нижняя цветковая чешуя с 5 жилками, по краю перепончатая, заострённая в шипик. Верхняя цветковая чешуя немного короче нижней, с двумя мелко-ресничатыми килями. Цветковых плёнок нет. Тычинок 3. Рыльца длинные, мелко опушенные. Зерновка продолговатая, голая.

## Виды
Род включает 3 вида:
- Ammochloa involucrata Murb.
- Ammochloa palaestina Boiss. — Песочница палестинская
- Ammochloa pungens (Schreb.) Boiss. typus[1]